# Bernáth Gábor
Bernáth Gábor (Kunszentmiklós, 1933. szeptember 19. – Szeged, 2009. október 1.) Széchenyi-díjas magyar kémikus, egyetemi tanár, a kémiai tudományok doktora.
Kutatási területe: Telített heterociklusok szintézise és sztereokémiája. Szintetikus gyógyszerkémia. Aliciklusos 1,2-diszubsztituált 1,3-difunkciós vegyületek szintézise és reakciómechanizmus vizsgálata.

## Élete
1952-ben érettségizett Kunszentmiklóson a Damjanich János Gimnáziumban, majd 1957-ben diplomázott a Szegedi Tudományegyetemen vegyészként. 1957-1979 között a Szerves Kémia Tanszéken dolgozott. 1962-ben szerezte meg egyetemi doktori címét. 1967-ben a Szerves Kémia Tanszéken a kémia tudomány kandidátusa lett. 1974-ben szerezte meg a kémia tudományok doktori fokozatát. 1977-ben professzorrá nevezték ki a JATE-n. 1979-ben tanszékvezető egyetemi tanár lett a Gyógyszerkémiai Intézetben 1998-ig. 1998-2003 között egyetemi tanár volt.
1999-2002 között Széchenyi professzori ösztöndíjban részesült. 1999. január 1-jétől 2003. december 31-éig az MTA és a Szent-Györgyi Albert Orvostudományi Egyetem együttműködésében szervezett Heterociklikus Kutatócsoportot vezette.
Több alkalommal volt vendégkutató, ill. vendégprofesszor külföldi kutatóintézetekben és egyetemeken, pl. 1968-1969-ben egy évig Ottawában a National Research Council of Canada ösztöndíjasa, 1992-ben és 1993-ban Finnországban a Turkui Egyetem vendégprofesszora, rövidebb ideig vendégprofesszor Franciaországban és Skóciában (részletes életrajza elérhető alább, a Külső hivatkozásoknál).
2003-ban vonult nyugdíjba, ekkor emeritálták. 2009. október 1-jén hunyt el, október 8-án az Újszegedi temetőben helyezték örök nyugalomra.

## Munkássága
A telített heterociklusos kémia, sztereokémia és gyógyszerkutatás terén nemzetközi hírnevet szerzett. 23 szabadalma van. A gyógyszerkémia oktatását korszerűvé tette. Tudományos közleményeit első alkalommal mindig idegen, főleg angol nyelven publikálta.
- Publikációi a SZTE Egyetemi Könyvtár bibliográfiájában[2]

### Tudományos közlemények
365 idegen nyelvű eredeti és 25 összefoglaló közlemény és/vagy könyvfejezet többségében vezető tudományos szakfolyóiratokban, pl. Nature 189, 304-305, valamint több mint 100 magyar nyelvű közlemény. Utóbbiak jelentős része az először idegen nyelven közölt dolgozatok magyar nyelvű változata, vagy több idegen nyelvű közlemény összefoglalása.

### Előadások
Több mint 300 tudományos előadás konferenciákon, ill. meghívásra egyetemeken külföldön, így: Ausztrália, Ausztria, Belgium, Bulgária, Csehszlovákia, Dánia, Amerikai Egyesült Államok, Finnország, Franciaország, Hollandia, Hongkong, Irán, Izrael, Japán (az 1981-2001. időszakban tett 8 út alkalmával számos előadás), Jugoszlávia, Kína, Koreai Köztársaság, Lengyelország, Nagy-Britannia, Német Demokratikus Köztársaság, Német Szövetségi Köztársaság, Olaszország, Spanyolország, Svájc, Svédország, Szlovénia, Szovjetunió, Tajvan. Több mint 40 idegen nyelvű előadás hazai nemzetközi konferenciákon és több mint 200 egyéb hazai tudományos előadás.
Részletes munkássága, válogatott tudományos közleményeinek és előadásainak listája elérhető alább, a Külső hivatkozások c. résznél.

## Tudományos tisztség (válogatás)

### Tudományos testületekben
- A Finn Tudományos Akadémia tagja (1992-)
- MTA Alkaloidkémiai Munkabizottság (1971-)
- Elméleti Szerves Kémiai Munkabizottság (1975-)
- MTA Szerves Kémiai Bizottság (1980-)
- Heterociklusos Kémiai Munkabizottság (1991-)
- Gyógyszerészeti Bizottság (1991-)
- Gyógyszerkutatásokkal foglalkozó Bizottság (1991-)
- Kémiai Tudományok Osztálya, tanácskozó tag (1990-1993)
- SZAB Gyógyszerészeti Bizottság (1990-)
- Kémiai Szakbizottság elnöke (1991-)

### Szerkesztőbizottsági tagság
- Acta Pharmaceutica Hungarica (1980-)
- Magyar Kémiai Folyóirat (1984-)
- Organic Preparations and Procedures International (1987-)
- Die Pharmazie (1991-)
- J. Heterocyclic Chemistry (1995-)
- Archive for Organic Chemistry (az Editorial Board of Referees tagja) (2000-)

## Társasági tagság
- Magyar Kémikusok Egyesülete, (1957-)
- Magyar Gyógyszerészeti Társaság, (1979-)
- International Society of Heterocyclic Chemistry, (1987-)
- Fellow of the Royal Society of Chemistry, Nagy-Britannia, (1989-)

## Díjai, kitüntetései
- Akadémiai Díj (1989)
- Sassari Egyetem plakettje (1991)
- Salamancai Egyetem plakettje (1992)
- Széchenyi-díj (1994) – A szerves és gyógyszerkémia, a spektroszkópia és röntgenkrisztallográfia területén példás együttműködéssel végzett, nemzetközileg is elismert tevékenységéért. Megosztva Kálmán Alajossal és Sohár Pállal.
- Kunszentmiklós Város emlékérme (1994)
- Szent-Györgyi Albert-díj (1997)
- Than Károly emlékérem (1997)
- Szent-Györgyi Albert emlékérem (1998)
- Pro Schola emlékérem (Baksay Sándor Református Gimnázium, Kunszentmiklós, 1998)
- Zemplén Géza fődíj (2000)
- Szegedi Akadémiai Bizottság emlékplakettje (2003)
- Batthyány-Strattmann László-díj (2003)
- Emeritus professzor (2003)
- Eötvös József-koszorú (2004)
- Náray-Szabó István díj (2004)
- SZTE Aranyoklevél (2007)
- SZTE GYTK Arany Érem (2007)
- Szeged Megyei Jogú Város polgármesterének Emléklapja az SZTE Természettudományi és Informatikai Kar Aranyoklevele alkalmából (2007)